# 1844 au Canada
Pour un article plus général, voir Chronologie du Canada.
Cet article traite des événements qui se sont produits durant l'année 1844 au Canada.

## Événements

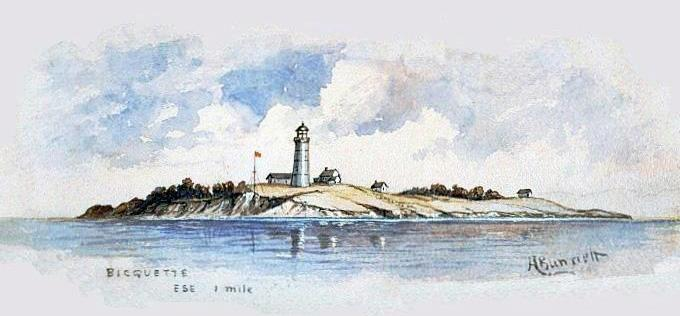
Phare de l'Île Bicquette construit en 1844

- 28 novembre : ouverture du deuxième parlement de la province du Canada.
- 10 mai : le gouvernement canadien déménage de Kingston (Ontario) à Montréal.

## Naissances
- 18 mars : David Ross McCord, collectionneur et avocat.
- 5 juillet : Arthur Dansereau (journaliste) († 27 mars 1918)
- 22 octobre : Louis Riel, chef métis.

## Décès
- 5 avril : Joseph-François Perrault, commerçant, éducateur.